# Riva Valdobbia
Riva Valdobbia är en ort och frazione i provinsen Vercelli i regionen Piemonte, Italien. Riva Valdobbia var före den 1 januari 2019 en egen kommun, men inkorporerades då in i kommunen Alagna Valsesia. Kommunen hade före inkorporeringen 267 invånare 2018.